# Draguly Farkas
Draguly Farkas, másként Rácz Draguly (17. század második fele – 18. század első fele) szerb származású kuruc ezredes.
A II. Rákóczi Ferenc szabadságharcához csatlakozó kisszámú szerb katonaság egyik legjelentősebb tisztjének életéről viszonylag keveset tudunk. A Hunyad vármegyei rác (szerb és bolgár) határőrök 1704 első felében csatlakoztak a Dél-Erdélybe nyomult kurucokhoz, s 1704 nyarán egyik tisztjük, Rácz Draguly Szeged alatt személyesen jelentkezett a fejedelem táborában, aki ezereskapitánnyá tette. (Kinevezési okmányát csak utólag, 1707. április 20-án, a marosvásárhelyi országgyűlés idején állították ki, de ezredesi rangját 1704. július 20-ai szegedi keltezéssel számították.)
1705 elején Erdélyben hadakozott rácokból, magyarokból és románokból álló két századnyi katonaság élén, majd a zsibói csatavesztés után a császári csapatok elől török földre menekült. Miután 1706 nyarán Erdély ismét kuruc fennhatóság alá került, Rácz Draguly is visszatért, s Rákóczi a korábban Komlóssi Sándor és Fonáczi Mátyás keze alatt szolgáló katonaság parancsnokságát bízta rá.
Mindvégig kitartott a szabadságharc ügye mellett, hézagos forrásaink szerint ezredének maradékával 1711-ben Lengyelországban is megfordult. Katonái egy része orosz szolgálatba állt, ő maga azonban vagy a szatmári békekötés idején, vagy nem sokkal utóbb hazatért Magyarországra.